# NGC 4118
NGC 4118 في الفهرس العام الجديد، هي مجرة، تقع في كوكبة السلوقيان. اكتشفت في 20 أبريل 1857 بواسطة ويليام بارسونز.

## روابط خارجية
- NGC 4118 على موقع ويكي سكاي: DSS2, SDSS, GALEX, IRAS, Hydrogen α, X-Ray, Astrophoto, Sky Map, Articles and images